# 麦克福尔号驱逐舰
麦克福尔号驱逐舰（USS McFaul (DDG-74)）是美国海军阿利·伯克级驱逐舰的第二十四艘，以海军三级军士长唐纳德·L·麦克福尔命名。
麦克福尔号驱逐舰于1996年1月26日在密西西比州帕斯卡古拉的英戈尔斯造船厂安放龙骨，1997年1月18日下水，1998年4月25日服役。